# Забуковє-над-Севницо
Забуковє-над-Севницо (словен. Zabukovje nad Sevnico) — поселення в общині Севниця, Споднєпосавський регіон, Словенія. Висота над рівнем моря: 550,9 м.